# Pinguinul (film)
Pinguinul (titlul original: în poloneză Pingwin) este un film dramatic polonez, realizat în 1965 de regizorul Jerzy Stefan Stawinski. Rolurile principale sunt interpretate de actorii Andrzej Kozak, Krystyna Konarska, Zbigniew Cybulski și Janina Kałuska-Szydłowska.

## Distribuție
- Andrzej Kozak − Andrzej „Pinguinul”
- Krystyna Konarska − Baśka Oraczewska (voce dublată de Kalina Jędrusik)
- Zbigniew Cybulski − Łukasz Broda
- Janina Kałuska-Szydłowska − Irena, mama „Pinguinului”
- Mieczysław Milecki − Jan, tatăl „Pinguinului”
- Wojciech Duryasz − Adaś Bączek
- Irena Karel − participanta la jocul de la casa lui Bączek
- Elżbieta Święcicka − Bączkowa, mama lui Adas
- Andrzej Szczepkowski − arhitectul Paweł Bączek, tatăl Adas
- Stanisław Tym − „Osetnik” („Senzor”), prietenul lui Bączek
- Andrzej Siedlecki − băiatul în casa scării
- Krzysztof Kowalewski − un pasager în autobuz (nemenționat)
- Małgorzata Niemirska − Julita, fata din cabina telefonică
- Emilia Krakowska − fata din cabina telefonică
- Jerzy Trojan − studentul